# زشت‌سیما
زشت‌سیما (نام علمی: Gorgonops) نام یک سرده از تیره زشت‌سیمایان است.